# Vale Gesso
O Vale  Gesso  é uma  parte da cordilheira dos Alpes denominada Alpes Marítimos,  uma vasta bacia do Rio Gesso, largamente  modelada por fenômenos glaciais.
Esse vale compreende os territórios de   Entracque e Valdieri da  Província de Cuneo, região de Piemonte,  Itália.